# Cīrava Slot
Cīrava Slot (lettisk: Cīravas muižas pils; i ældre kilder på tysk: Zierau) er et slot i landsbyen Cīrava i Cīravas pagasts i Aizpute novads i det vestlige Letland.
Slottet opførtes i 1752 som et jagtslot for den tyskbaltiske baron-familie Zoege von Manteuffel. Det var oprindeligt en uanselig og enkel bygning. I 1868 blev slottet ombygget og udvidet i nygotisk stil, efter et projekt af arkitekt Theodor Seiler. Elementer af slottets interiør er delvist bevaret, og der er dekorative plafonder på nogle værelser og et ildsted med dekorationer i marmor, der går tilbage til begyndelsen af det 19. århundrede. Efter denne rekonstruktion blev slottet en ganske imponerende bygning med meget individuelle former og udseende.
Slottet er omgivet af en landskabspark anlagt i det 19. århundrede. Der er også en dekorativ dam med to øer og en stor samling af træer og buske i parken. Fra 1922 til 1951 havde en teknisk skole for skovbrug til huse på slottet. Senere fungerede slotsbygningen som teknisk landbrugsskole. De sidste par årtier har slottet stået tomt og trænger til renovering.